# Campionati del mondo di atletica leggera 2011 - Maratona maschile
La maratona maschile si è tenuta il 4 settembre 2011 (partenza alle 9:00), con partenza e arrivo al Gukchae-bosang Memorial Park.
Il tempo di qualificazione per partecipare alla competizione era di 2h17'00", con ben 67 atleti qualificati.

## Podio
| Pos.    | Atleta          | Nazionalità | Prestazione |
| ------- | --------------- | ----------- | ----------- |
| Oro     | Abel Kirui      | Kenya       | 2h07'38"    |
| Argento | Vincent Kipruto | Kenya       | 2h10'06"    |
| Bronzo  | Feyisa Lilesa   | Etiopia     | 2h10'32     |

## Situazione pre-gara

### Record
Prima di questa competizione, il record del mondo (RM) e il record dei campionati (RC) erano i seguenti.
| Record                | Prestazione | Atleta                     | Data                                | Competizione  |
| --------------------- | ----------- | -------------------------- | ----------------------------------- | ------------- |
| Record mondiale       | 2h03'59"    | Haile Gebrselassie Etiopia | 28 settembre 2008 Berlino, Germania |               |
| Record dei campionati | 2h06'54"    | Abel Kirui Kenya           | 22 agosto 2009 Berlino, Germania    | Mondiali 2009 |

## Classifica finale
| Pos     | Atleta                    | Nazione       | Tempo   | Note             |
| ------- | ------------------------- | ------------- | ------- | ---------------- |
| Oro     | Abel Kirui                | Kenya         | 2:07:38 | SB               |
| Argento | Vincent Kipruto           | Kenya         | 2:10:06 |                  |
| Bronzo  | Feyisa Lilesa             | Etiopia       | 2:10:32 | SB               |
| 4       | David Barmasai            | Kenya         | 2:11:39 |                  |
| 5       | Eliud Kiptanui            | Kenya         | 2:11:50 |                  |
| 6       | Hiroyuki Horibata         | Giappone      | 2:11:52 |                  |
| 7       | Ruggero Pertile           | Italia        | 2:11:57 |                  |
| 8       | Stephen Kiprotich         | Uganda        | 2:12:57 |                  |
| 9       | Kentaro Nakamoto          | Giappone      | 2:13:10 |                  |
| 10      | Rachid Kisri              | Marocco       | 2:13:24 |                  |
| 11      | Eshetu Wendimu            | Etiopia       | 2:13:37 |                  |
| 12      | Marius Ionescu            | Romania       | 2:15:32 | PB               |
| 13      | Dong Guojian              | Cina          | 2:15:45 | SB               |
| 14      | David Webb                | Regno Unito   | 2:15:48 | SB               |
| 15      | Cuthbert Nyasango         | Zimbabwe      | 2:15:56 | SB               |
| 16      | Beraki Beyene             | Eritrea       | 2:16:03 | SB               |
| 17      | Yuki Kawauchi             | Giappone      | 2:16:11 |                  |
| 18      | Aleksej Sokolov           | Russia        | 2:16:23 |                  |
| 19      | Ser-Od Bat-Ochir          | Mongolia      | 2:16:41 |                  |
| 20      | Aleksej Sokolov           | Russia        | 2:16:48 |                  |
| 21      | Lee Merrien               | Regno Unito   | 2:16:59 |                  |
| 22      | Jeong Jin-hyeok           | Corea del Sud | 2:17:04 |                  |
| 23      | Li Zicheng                | Cina          | 2:17:35 |                  |
| 24      | José Manuel Martínez      | Spagna        | 2:17:44 |                  |
| 25      | Rafael Iglesias           | Spagna        | 2:17:45 | SB               |
| 26      | Lee Myong-seung           | Corea del Sud | 2:18:05 |                  |
| 27      | Yoshinori Oda             | Giappone      | 2:18:05 |                  |
| 28      | Pablo Villalobos          | Spagna        | 2:18:12 |                  |
| 29      | Mike Morgan               | Stati Uniti   | 2:18:30 | SB               |
| 30      | Urige Buta                | Norvegia      | 2:20:16 |                  |
| 31      | Wu Shiwei                 | Cina          | 2:21:12 |                  |
| 32      | Jesper Faurschou          | Danimarca     | 2:21:15 |                  |
| 33      | Hwang Jun-hyeon           | Corea del Sud | 2:21:54 | SB               |
| 34      | Mike Tebulo               | Malawi        | 2:22:45 | SB               |
| 35      | Mike Sayenko              | Stati Uniti   | 2:22:49 | SB               |
| 36      | Yukihiro Kitaoka          | Giappone      | 2:23:11 | SB               |
| 37      | Jeff Eggleston            | Stati Uniti   | 2:23:33 |                  |
| 38      | Hwang Jun-suk             | Corea del Sud | 2:23:47 |                  |
| 39      | Nicholas Arciniaga        | Stati Uniti   | 2:24:06 |                  |
| 40      | Anton Kosmac              | Slovenia      | 2:24:16 |                  |
| 41      | Samuel Goitom             | Eritrea       | 2:25:42 | SB               |
| 42      | Kim Min                   | Corea del Sud | 2:27:20 | SB               |
| 43      | Sergio Reyes              | Stati Uniti   | 2:29:15 | SB               |
| 44      | Coolboy Ngamole           | Sudafrica     | 2:30:01 |                  |
| 45      | Bekir Karayel             | Turchia       | 2:33:20 | SB               |
| 46      | Ruben Sança               | Capo Verde    | 2:34:40 |                  |
| 47      | Jhon Lennon Casallo       | Perù          | 2:36:43 |                  |
| 48      | Modike Lucky Mohale       | Sudafrica     | 2:38:22 | SB               |
| 49      | Sangay Wangchuk           | Bhutan        | 2:38:33 | Record nazionale |
|         | Jeff Hunt                 | Australia     | dnf     |                  |
|         | Khalid Kamal Yaseen       | Bahrein       | dnf     |                  |
|         | Yared Asmerom             | Eritrea       | dnf     |                  |
|         | Yonas Kifle               | Eritrea       | dnf     |                  |
|         | Michael Tesfay            | Eritrea       | dnf     |                  |
|         | Chala Dechase             | Etiopia       | dnf     |                  |
|         | Gebregziabher Gebremariam | Etiopia       | dnf     |                  |
|         | Bazu Worku                | Etiopia       | dnf     |                  |
|         | Zohar Zemiro              | Israele       | dnf     |                  |
|         | Benjamin Kiptoo           | Kenya         | dnf     |                  |
|         | Ali Mabrouk El Zaidi      | Libia         | dnf     |                  |
|         | Adil Ennani               | Marocco       | dnf     |                  |
|         | David Ngakane             | Sudafrica     | dnf     |                  |
|         | Daniel Kipkorir Chepyegon | Uganda        | dnf     |                  |
|         | Nicholas Kiprono          | Uganda        | dnf     |                  |
|         | Abderrahime Bouramdane    | Marocco       | dq      |                  |
|         | Ahmed Baday               | Marocco       | dq      |                  |
|         | Abderrahim Goumri         | Marocco       | dq      |                  |

## World Cup scoring
| Rank | Country       | Athlete               | Time      |
| ---- | ------------- | --------------------- | --------- |
| 1    | Kenya         |                       | 6:29:23   |
| 1    |               | Abel Kirui            | 2:07:38   |
| 2    |               | Vincent Kipruto       | 2:10:06   |
| 5    |               | David Barmasai Tumo   | 2:11:39   |
| 6    |               | Eliud Kiptanui        | (2:11:50) |
|      |               | Benjamin Kolum Kiptoo | ()        |
| 2    | Giappone      |                       | 6:41:13   |
| 7    |               | Hiroyuki Horibata     | 2:11:52   |
| 10   |               | Kentaro Nakamoto      | 2:13:10   |
| 18   |               | Yuki Kawauchi         | 2:16:11   |
| 29   |               | Yoshinori Oda         | (2:18:05) |
| 38   |               | Yukihiro Kitaoka      | (2:23:11) |
| 3    | Spagna        |                       | 6:53:41   |
| 25   |               | José Manuel Martínez  | 2:17:44   |
| 26   |               | Rafael Iglesias       | 2:17:45   |
| 30   |               | Pablo Villalobos      | 2:18:12   |
| 4    | Cina          |                       | 6:54:32   |
| 14   |               | Dong Guojian          | 2:15:45   |
| 24   |               | Li Zicheng            | 2:17:35   |
| 33   |               | Wu Shiwei             | 2:21:12   |
| 5    | Corea del Sud |                       | 6:57:03   |
| 23   |               | Jeong Jin-hyeok       | 2:17:04   |
| 28   |               | Lee Myong-seung       | 2:18:05   |
| 35   |               | Hwang Jun-hyeon       | 2:21:54   |
| 40   |               | Hwang Jun-suk         | (2:23:47) |
| 44   |               | Kim Min               | (2:27:20) |
| 6    | Stati Uniti   |                       | 7:04:52   |
| 31   |               | Mike Morgan           | 2:18:30   |
| 37   |               | Mike Sayenko          | 2:22:49   |
| 39   |               | Jeff Eggleston        | 2:23:33   |
| 41   |               | Nicholas Arciniaga    | (2:24:06) |
| 45   |               | Sergio Reyes          | (2:29:15) |